# Матч всех звёзд НХЛ 2011
58-й матч всех звёзд Национальной хоккейной лиги прошел в американском городе Роли (Северная Каролина) 30 января 2011 года на домашней арене клуба «Каролина Харрикейнз» — RBC Center. Первоначально было объявлено о проведении матча на стадионе команды «Финикс Койотис» — Jobing.com арена в Глендейле, однако позже НХЛ изменило решение в пользу Роли. Также на проведение матча претендовали Питтсбург и Торонто.
Матч проходил в новом формате «Сборные капитанов». Со счетом 11:10 победу одержала «Сборная Лидстрёма» над «Сборной Стаала». Самым ценным игроком матча был признан нападающий «Сборной Стаала» Патрик Шарп.

## Изменение формата
«Звёздный уикенд» НХЛ подвергался критике как со стороны фанатов, так и со стороны экспертов. Предъявлялись претензии к тому, что игрокам не хватает мотивации, хоккей без силовой борьбы выглядит пресно, защита не действует, матч между новичкам и второгодниками не доставляет зрителям никакого удовольствия, а единственным ярким пятном являются соревнования в различных номинациях — конкурсы на скорость катания, красоту исполнения буллитов, силу и точность броска.

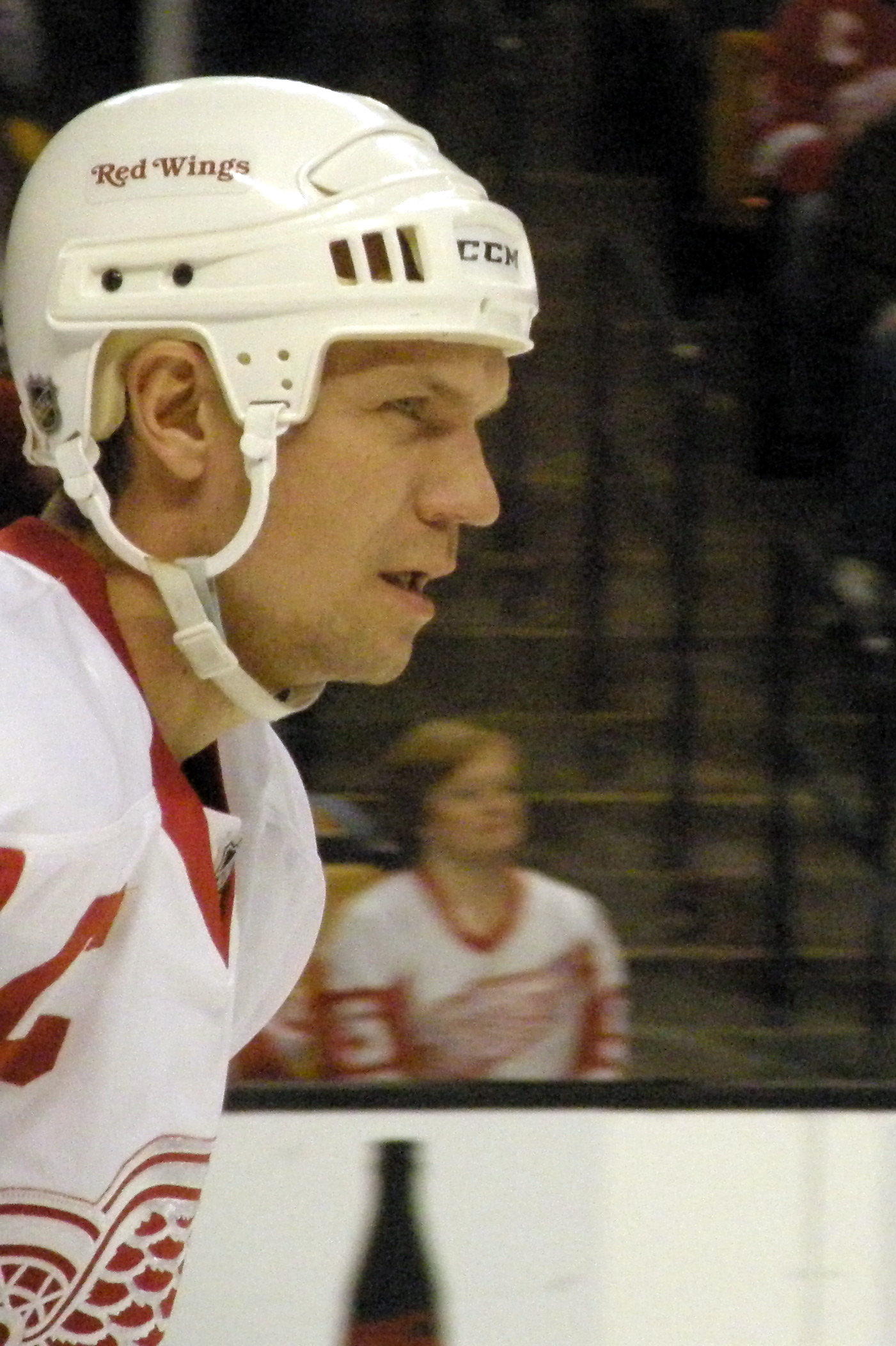
Никлас Лидстрём, выбран капитаном одной из команд

В 2010 году НХЛ решила кардинально поменять формат Матча всех звёзд. Теперь команды должны были быть смешанными. Болельщикам предоставили право выбирать только шесть хоккеистов которые автоматически становятся участниками «Матча всех звёзд» (три нападающих, два защитника, один вратарь). Вероятно, изменение вызвано тем, что фанаты устраивали кампании для привлечения на «Матч всех звёзд» отнюдь не самых сильных хоккеистов (наиболее известным примером является акция «Vote for Rory» в 2007 году, которая едва не завершилось выбором Рори Фицпатрика — защитника, тогда игравшего за «Ванкувер Кэнакс»).
Голосование болельщиков продлилось с 15 ноября до 3 января.
Ещё 36 игроков называет Департамент хоккейных операций НХЛ. Также эта организация выбирает 12 новичков Лиги для участия в конкурсах. После этого игроки выбирают двух капитанов.
В пятницу, за два дня до матча и за день до конкурсов, капитаны должны поочередно выбирать игроков в свои команды. Право первого «хода» определяется подбрасыванием монеты. В дальнейшем выбор происходит по принципу так называемой «змейки» — команда, выбравшая первой в первом раунде, будет выбирать первой в нечётных раундах, и последней — в чётных.
Всего каждая команда выбирает 21 игрока (12 нападающих, шесть защитников, три вратаря). После выбора игроков для «Матча всех звёзд», капитаны должны выбирать новичков для конкурсов.
Первый матч по новым правилам состоялся в Роли (Северная Каролина) с 28 по 30 января 2011 года.
18 января 2011 были объявлены капитаны команд. Ими стали капитан «Детройта» Никлас Лидстрём и капитан «Каролины» Эрик Стаал. Также были названы ассистенты капитанов — ими стали Майк Грин и Райан Кеслер в «Команде Стаала» и Патрик Кейн и Мартен Сан-Луи в «Команде Лидстрема». Тренерами команд стали наставник «Чикаго» Джоэль Кенневилль и его помощник Майк Хэвиленд и Ален Виньо (Ванкувер Кэнакс) с помощником Питером Лавиолеттом (Филадельфия Флайерз).

### Голосование

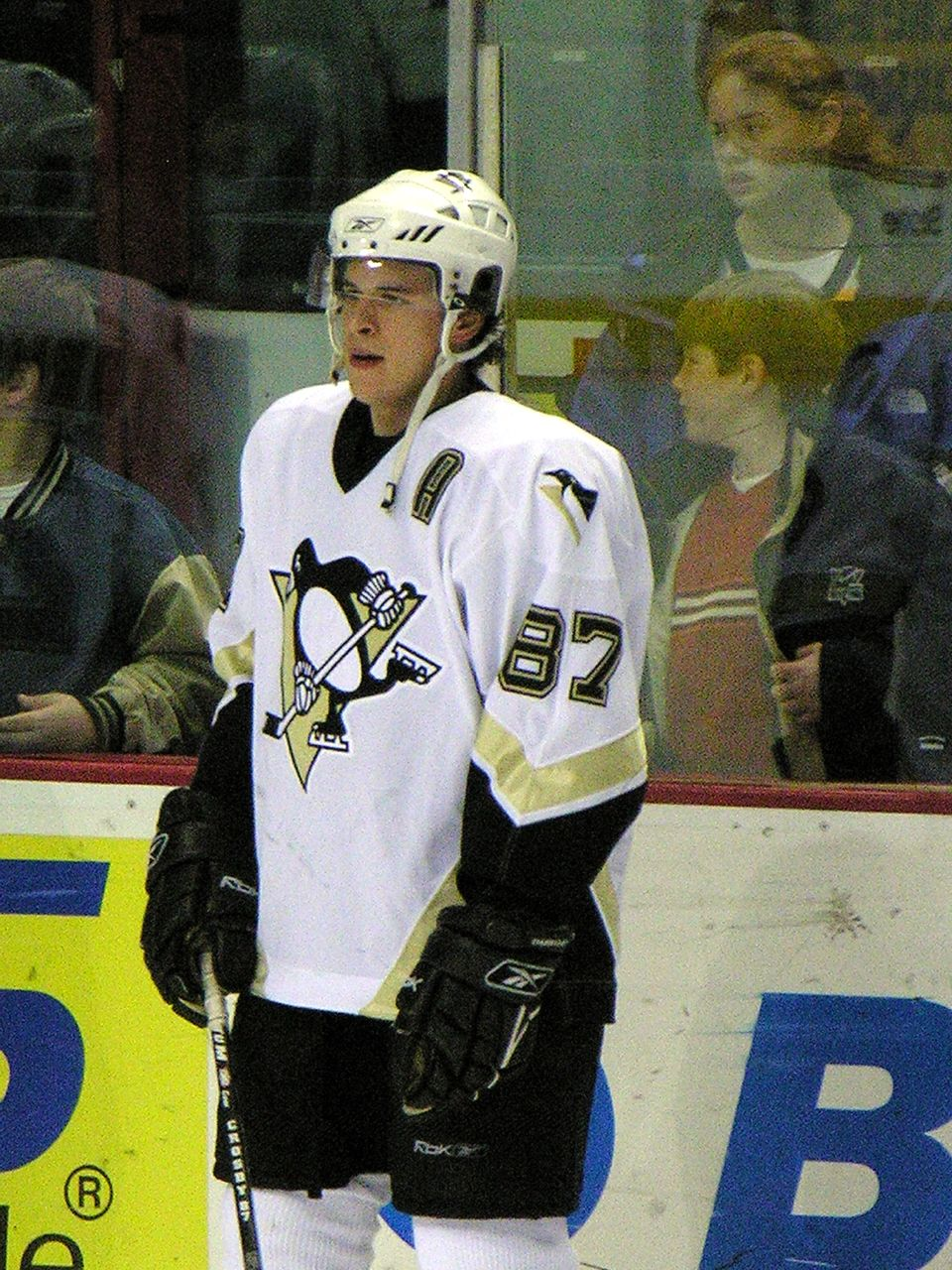
Сидни Кросби — лидер голосования

Голосование проходило с 15 ноября до 3 января через сайты NHL.com и Фейсбук, а также при помощи текстовых сообщений. Всего было принято 14.3 миллиона голосов. Лидером голосования стал нападающий «Питтсбург Пингвинз» — Сидни Кросби, который набрал 635,509 голосов.
| #  | Имя              | Позиция | Команда            | Голосов |
| -- | ---------------- | ------- | ------------------ | ------- |
| 87 | Сидни Кросби     | Ц       | Питтсбург Пингвинз | 635,509 |
| 19 | Джонатан Тэйвз   | Ц       | Чикаго Блэкхокс    | 407,676 |
| 71 | Евгений Малкин   | Ц       | Питтсбург Пингвинз | 376,887 |
| 58 | Крис Летанг      | З       | Питтсбург Пингвинз | 477,960 |
| 2  | Данкан Кит       | З       | Чикаго Блэкхокс    | 382,162 |
| 29 | Марк-Андре Флери | В       | Питтсбург Пингвинз | 426,305 |

## Составы команд

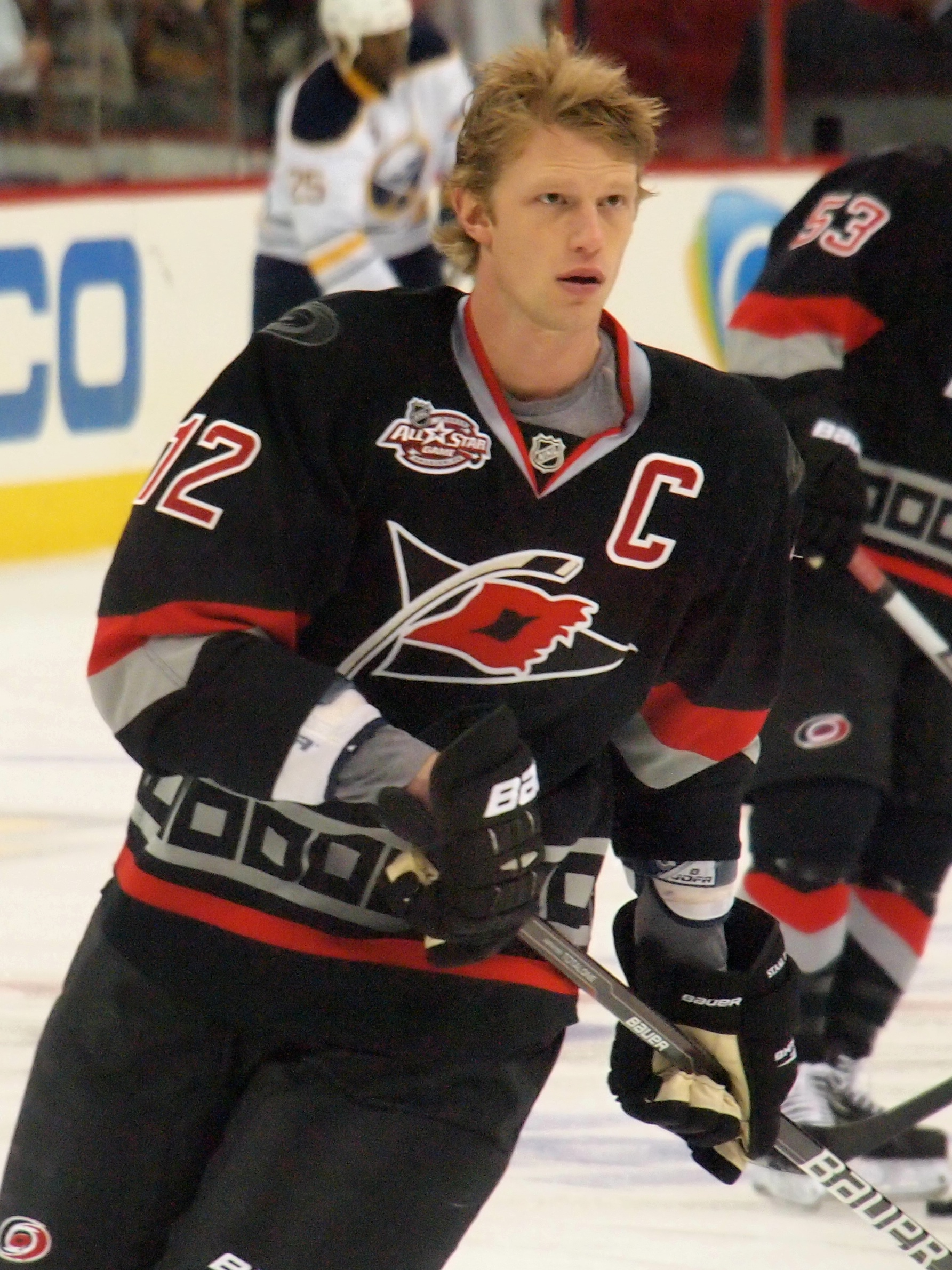
Капитан Эрик Стаал получил право первого выбора
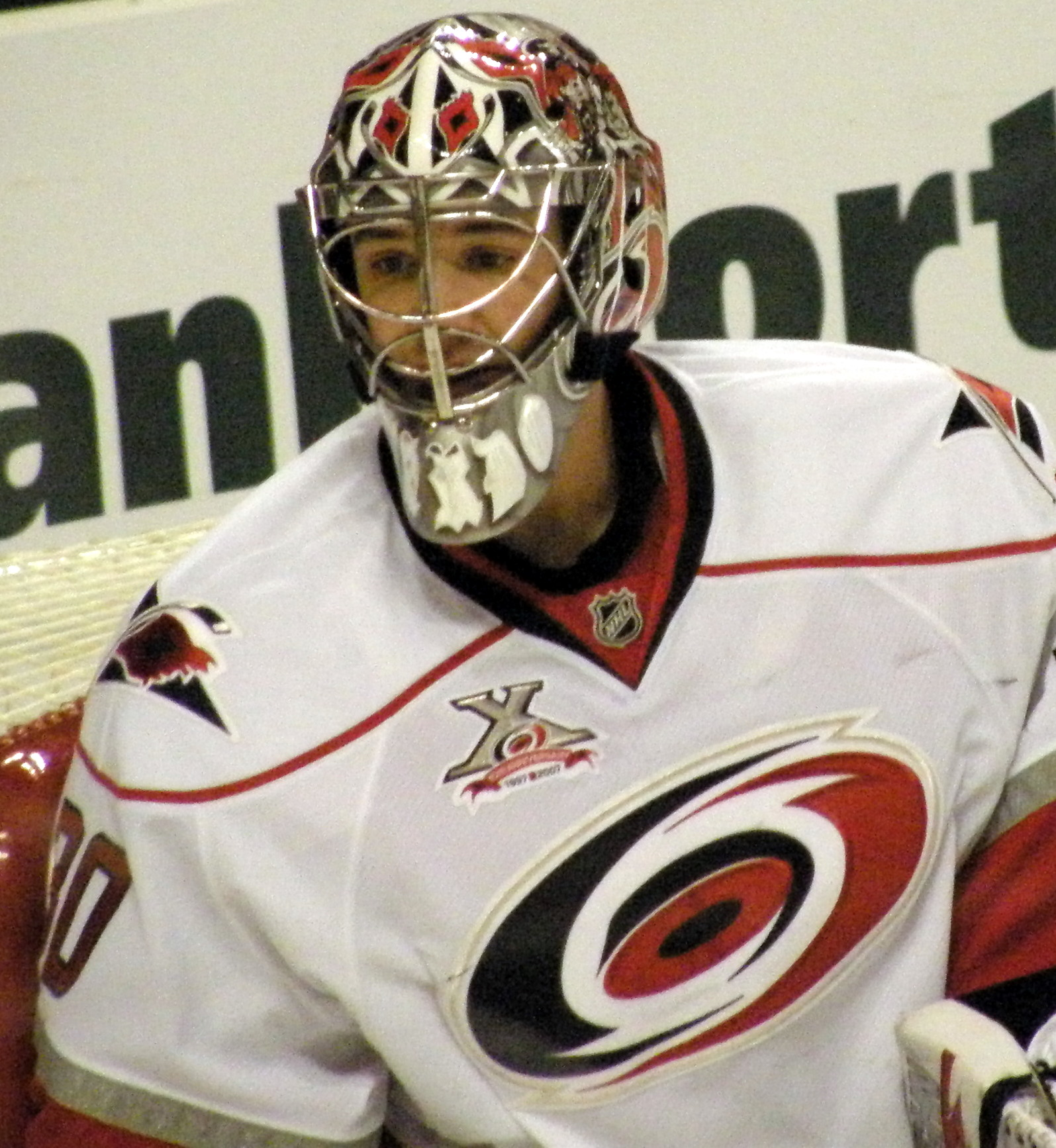
Вратарь Кэм Уорд был выбран первым
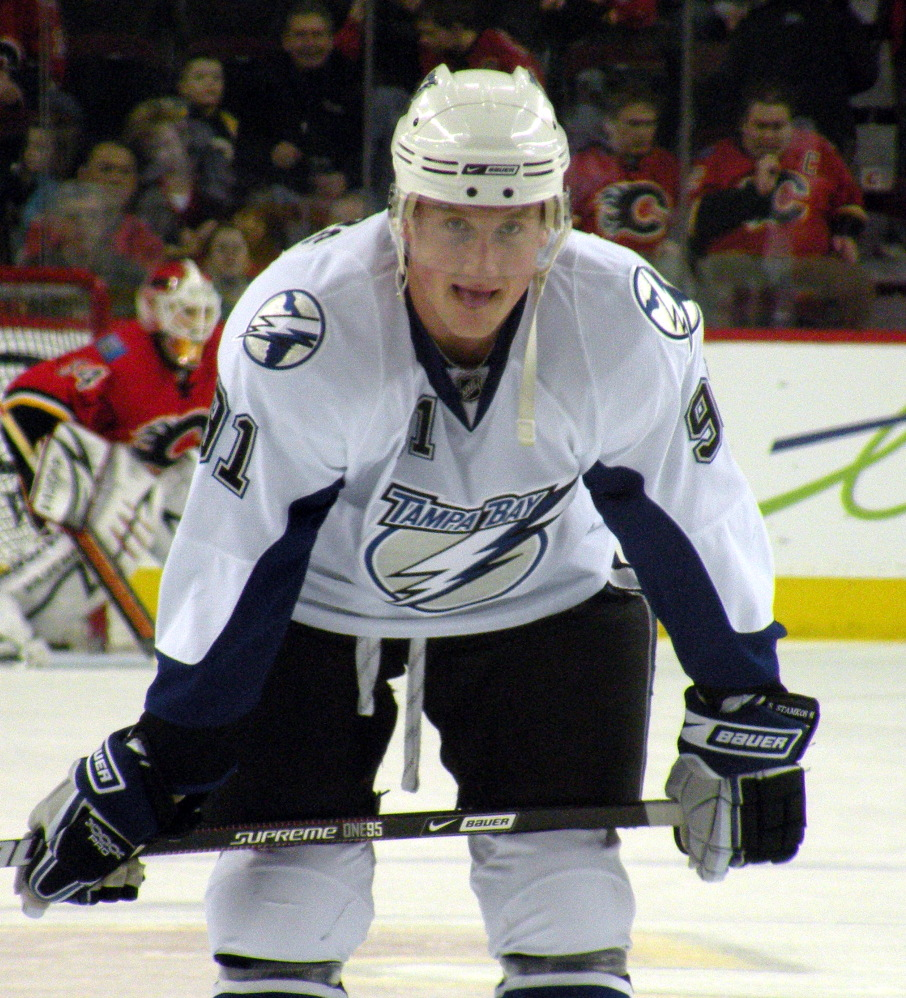
Стивен Стэмкос, лидер сезона по очкам и голам, был выбран вторым
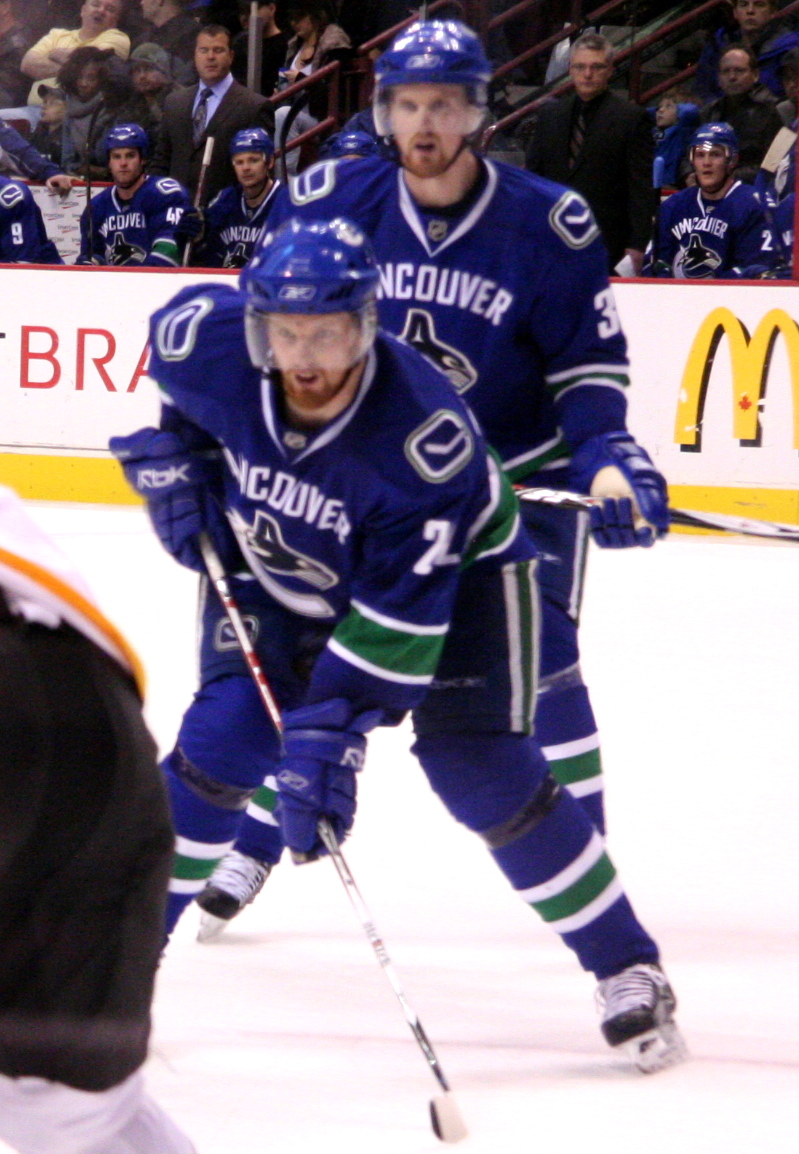
Братья Седины были выбраны в разные команды
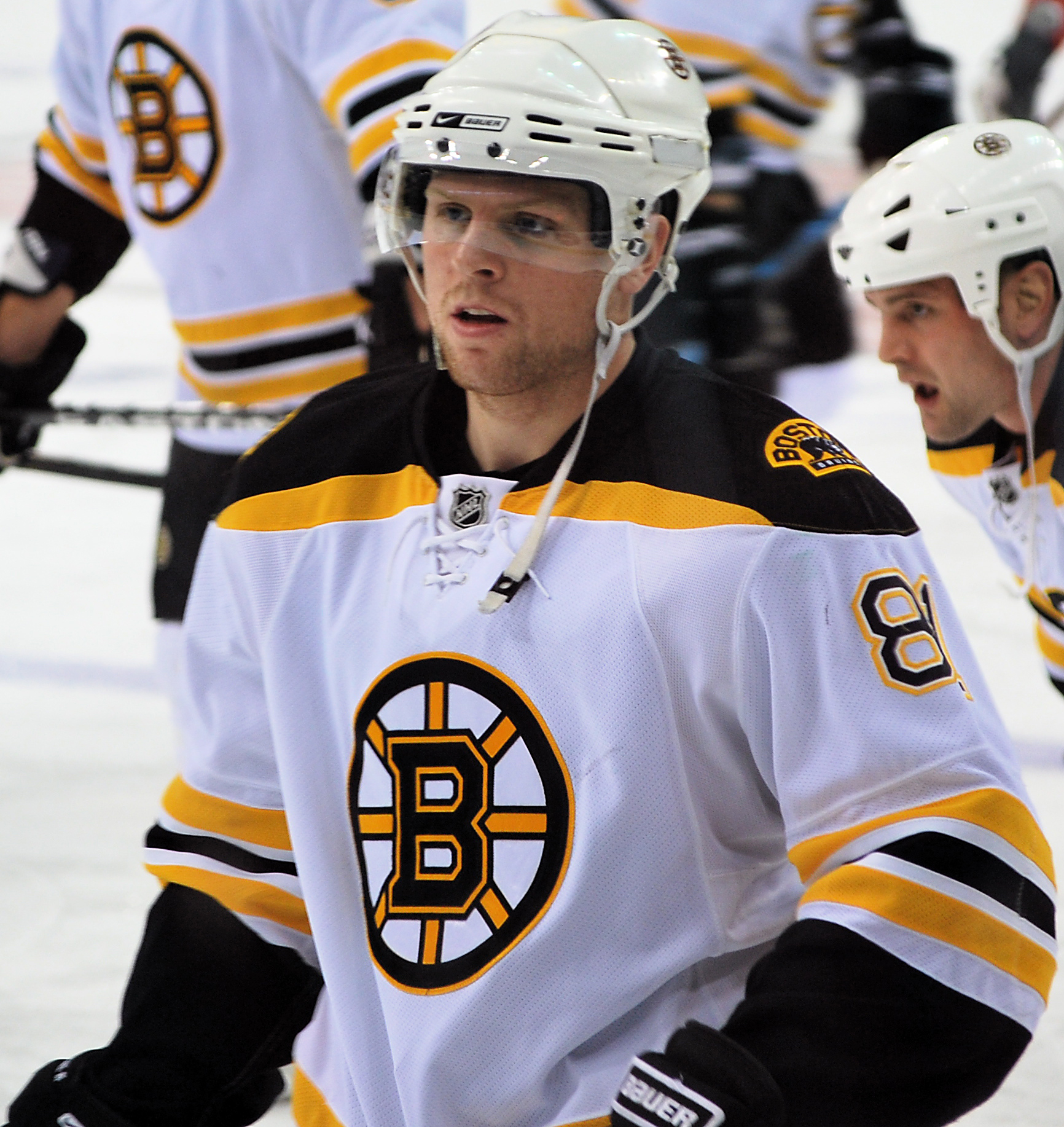
Фила Кэссела выбрали последним

28 января состоялся драфт команд. По правилам все вратари должны были быть выбраны до 10-го раунда, а все защитники до 15-го. Право первого выбора досталось «Команде Стаала», и капитан Hurricanes выбрал своего одноклубника вратаря Кэма Уорда. «Команда Лидстрёма», в свою очередь, выбрала лидера НХЛ по голам и очкам Стивена Стэмкоса. Последним был выбран нападающий «Торонто» Фил Кэссел. Ниже представлены полные составы команд.
| Сборная Лидстрёма | Сборная Лидстрёма         | Сборная Лидстрёма | Сборная Лидстрёма   |
| ----------------- | ------------------------- | ----------------- | ------------------- |
| Вратари           |                           |                   |                     |
| Номер             | Страна                    | Имя               | Команда             |
| 30                | Соединённые Штаты Америки | Тим Томас         | Бостон Брюинз       |
| 29                | Канада                    | Марк-Андре Флери  | Питтсбург Пингвинз  |
| 1                 | Швейцария                 | Йонас Хиллер      | Анахайм Дакс        |
| Защитники         |                           |                   |                     |
| Номер             | Страна                    | Имя               | Команда             |
| 5                 | Швеция                    | Никлас Лидстрём К | Детройт Ред Уингз   |
| 2                 | Канада                    | Данкан Кит        | Чикаго Блэкхокс     |
| 6                 | Канада                    | Ши Уэбер          | Нэшвилл Предаторз   |
| 33                | Соединённые Штаты Америки | Дастин Бафлин     | Атланта Трэшерз     |
| 3                 | Соединённые Штаты Америки | Кит Яндл          | Финикс Койотис      |
| 8                 | Канада                    | Брент Бёрнс       | Миннесота Уайлд     |
| Нападающие        |                           |                   |                     |
| Номер             | Страна                    | Имя               | Команда             |
| 88                | Соединённые Штаты Америки | Патрик Кейн А     | Чикаго Блэкхокс     |
| 26                | Канада                    | Мартен Сан-Луи А  | Тампа Бэй Лайтнинг  |
| 91                | Канада                    | Стивен Стэмкос    | Тампа Бэй Лайтнинг  |
| 33                | Швеция                    | Хенрик Седин      | Ванкувер Кэнакс     |
| 48                | Канада                    | Даниэль Бриер     | Филадельфия Флайерз |
| 19                | Канада                    | Джонатан Тэйвз    | Чикаго Блэкхокс     |
| 91                | Канада                    | Брэд Ричардс      | Даллас Старз        |
| 24                | Чехия                     | Мартин Гавлат     | Миннесота Уайлд     |
| 11                | Словения                  | Анже Копитар      | Лос-Анджелес Кингз  |
| 9                 | Канада                    | Мэтт Дюшен        | Колорадо Эвеланш    |
| 21                | Швеция                    | Луи Эрикссон      | Даллас Старз        |
| 81                | Соединённые Штаты Америки | Фил Кэссел        | Торонто Мейпл Лифс  |

| Сборная Стаала | Сборная Стаала            | Сборная Стаала    | Сборная Стаала       |
| -------------- | ------------------------- | ----------------- | -------------------- |
| Вратари        |                           |                   |                      |
| Номер          | Страна                    | Имя               | Команда              |
| 30             | Канада                    | Кэм Уорд          | Каролина Харрикейнз  |
| 30             | Швеция                    | Хенрик Лундквист  | Нью-Йорк Рейнджерс   |
| 31             | Канада                    | Кэри Прайс        | Монреаль Канадиенс   |
| Защитники      |                           |                   |                      |
| Номер          | Страна                    | Имя               | Команда              |
| 52             | Канада                    | Майк Грин А       | Вашингтон Кэпиталз   |
| 33             | Словакия                  | Здено Хара        | Бостон Брюинз        |
| 18             | Канада                    | Марк Стаал        | Нью-Йорк Рейнджерс   |
| 22             | Канада                    | Дэн Бойл          | Сан-Хосе Шаркс       |
| 58             | Канада                    | Крис Летанг       | Питтсбург Пингвинз   |
| 65             | Швеция                    | Эрик Карлссон     | Оттава Сенаторз      |
| Нападающие     |                           |                   |                      |
| Номер          | Страна                    | Имя               | Команда              |
| 12             | Канада                    | Эрик Стаал К      | Каролина Харрикейнз  |
| 17             | Соединённые Штаты Америки | Райан Кеслер А    | Ванкувер Кэнакс      |
| 8              | Россия                    | Александр Овечкин | Вашингтон Кэпиталз   |
| 22             | Швеция                    | Даниэль Седин     | Ванкувер Кэнакс      |
| 61             | Канада                    | Рик Нэш           | Коламбус Блю Джекетс |
| 10             | Канада                    | Патрик Шарп       | Чикаго Блэкхокс      |
| 53             | Канада                    | Джефф Скиннер     | Каролина Харрикейнз  |
| 28             | Канада                    | Клод Жиру         | Филадельфия Флайерз  |
| 10             | Канада                    | Кори Перри        | Анахайм Дакс         |
| 26             | Чехия                     | Патрик Элиаш      | Нью-Джерси Девилз    |
| 42             | Соединённые Штаты Америки | Дэвид Бэкес       | Сент-Луис Блюз       |
| 26             | Соединённые Штаты Америки | Пол Штястны       | Колорадо Эвеланш     |

## Конкурсы «Суперскиллз»
Традиционные конкурсы между игроками прошли в субботу, 30 января. Главным событием дня стала очередная победа Здено Хары в конкурсе на сильнейший бросок. В этот раз словак побил рекорд НХЛ по силе броска — 105,9 миль в час (около 170 км в час). В другом конкурсе — на скорость катания — победителем стал Микаэль Грабнер, который приехал на Матч всех звёзд в качестве новичка, участвующего только в конкурсах. Победу в конкурсе на красоту исполнения выхода один на один в очередной раз одержал Александр Овечкин. Победителем конкурса на точность броска стал Даниэль Седин, а самым точным в серии буллитов стал Кори Перри.
В общем зачёте в конкурсах «Суперскиллз» победила «Сборная Стаала» со счетом 33:22.

### Составы новичков
| Сборная Лидстрёма | Сборная Лидстрёма         | Сборная Лидстрёма    | Сборная Лидстрёма  |
| Номер             | Страна                    | Имя                  | Команда            |
| ----------------- | ------------------------- | -------------------- | ------------------ |
| 63                | Россия                    | Евгений Дадонов      | Флорида Пантерз    |
| 23                | Швеция                    | Оливер Экман-Ларссон | Финикс Койотис     |
| 4                 | Соединённые Штаты Америки | Кэм Фаулер           | Анахайм Дакс       |
| 4                 | Канада                    | Тейлор Холл К        | Эдмонтон Ойлерз    |
| 4                 | Соединённые Штаты Америки | Кевин Шаттенкирк     | Колорадо Эвеланш   |
| 21                | Соединённые Штаты Америки | Дерек Степан         | Нью-Йорк Рейнджерс |

| Сборная Стаала | Сборная Стаала            | Сборная Стаала  | Сборная Стаала      |
| Номер          | Страна                    | Имя             | Команда             |
| -------------- | ------------------------- | --------------- | ------------------- |
| 39             | Канада                    | Логан Кутюр К   | Сан-Хосе Шаркс      |
| 63             | Канада                    | Тайлер Эннис    | Баффало Сэйбрз      |
| 40             | Австрия                   | Микаэль Грабнер | Нью-Йорк Айлендерс  |
| 19             | Канада                    | Тайлер Сегин    | Бостон Брюинз       |
| 4              | Соединённые Штаты Америки | Джейми Макбэйн  | Каролина Харрикейнз |
| 76             | Канада                    | Пи-Кей Суббан   | Монреаль Канадиенс  |

### 1. Забеги на скорость
Участники:
Микаэль Грабнер, Майк Грин, Патрик Шарп, Райан Кеслер, Марк Стаал, Крис Летанг (Сборная Стаала) 

Данкан Кит, Тэйлор Холл, Мэтт Дюшен, Мартин Сан-Луи, Стивен Стэмкос, Кит Яндл (Сборная Лидстрёма)

Победитель: Микаэль Грабнер (14, 238 сек.)

### 2. Выходы один на один
Участники: Пи-Кей Суббан, Кори Перри, Александр Овечкин (Сборная Стаала) 
Евгений Дадонов, Анже Копитар, Луи Эрикссон (Сборная Лидстрёма)

Победитель: Александр Овечкин (38.5 % голосов)

### 3. Броски на точность
Участники: Рик Нэш, Даниэль Седин, Эрик Стаал, Логан Кутюр, Райан Кеслер (Сборная Стаала) 
Брэд Ричардс, Фил Кэссел, Патрик Кейн, Джонатан Тэйвз, Мартин Гавлат, Дерек Степан (Сборная Лидстрёма)

Победитель: Даниэль Седин (8,9 сек)

### 4. Эстафеты мастерства
Участники: 
Группа 1: Здено Хара, Эрик Стаал, Даниэль Седин, Эрик Карлссон, Дэн Бойл, Тайлер Эннис, Пол Штястны, Кори Перри (Сборная Стаала) 
Группа 2: Крис Летанг, Майк Грин, Клод Жиру, Патрик Элиаш, Джими Макбейн, Дэвид Бэкес, Марк Стаал, Джефф Скиннер (Сборная Стаала) 
Группа 1: Никлас Лидстрём, Брэд Ричардс, Луи Эрикссон, Оливер Экман-Ларссон, Хенрик Седин, Мартен Сан-Луи, Мэтт Дюшен, Джонатан Тэйвз (Сборная Лидстрёма) 
Группа 2: Ши Уэбер, Дастин Бафлин, Фил Кэссел, Кит Яндл, Патрик Кейн, Мартин Гавлат, Кевин Шаттенкирк, Даниэль Бриер (Сборная Лидстрёма)

Победитель: Группа 1 (Сборная Лидстрёма) — 2 мин 09 сек.

### 5. Броски на силу
Участники: Здено Хара, Александр Овечкин, Дэвид Бэкес, Тайлер Сегин, Рик Нэш, Патрик Шарп (Сборная Стаала) 
 Анже Копитар, Стивен Стэмкос, Дастин Бафлин, Брент Бёрнс, Ши Уэбер, Кэм Фаулер (Сборная Лидстрёма)

Победитель: Здено Хара (105,9 миль/час — Новый рекорд.)

### 6. Буллиты на выбывание
Победитель: Кори Перри (Сборная Стаала) — 3 из 3

## Ход матча

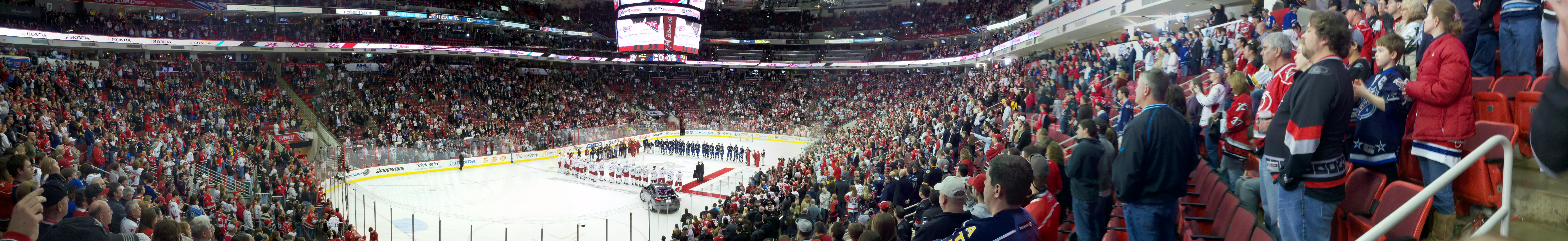
Панорама стадиона после финального свистка

Сам матч прошёл в воскресенье, и со старта лидерство захватила «Команда Стаала». В один момент счёт доходил даже до 4:0 в пользу «красных», но «Команда Лидстрема» сравняла счёт в конце первого периода. Во втором периоде «красные» снова вышли вперёд со счётом 6:4, но «синие» ответили тремя шайбами, и на второй перерыв команды ушли при минимальном перевесе «Команды Лидстрёма» — 7:6. Во втором перерыве произошло одно из главных событий вечера — публике были представлены «Стражи НХЛ» — 30 супергероев, олицетворяющих команды НХЛ. Автором проекта стал известный художник Стэн Ли. По сценарию короткого комикса, который представили зрителям, супергероев возглавлял «Ураган» из одноименной каролинской команды Харрикейнз.
В третьем периоде лидерство переходило от одной команды к другой, и в концовке победа досталась «Команде Лидстрёма». Но, пожалуй, самым интересным эпизодом периода стал буллит — первый в истории Матчей всех звёзд. При выходе один в ноль Александр Овечкин бросил клюшку в шайбу, которой владел соперник, и судья указал на центр, но Мэтт Дюшен переиграть Хенрика Лундквиста не сумел.
Лучшим игроком матча был признан форвард Чикаго Блэкхокс и «Команды Стаала» Патрик Шарп, на счету которого гол и две результативных передачи.
| 30 января 2011 | \| Сборная Лидстрёма \| 11 : 10 (4:4, 3:2, 4:4) \| Сборная Стаала \| \| Копитар (Уэбер) 10:50 Бафлин (Кейн, Кит) 13:17 Эрикссон (Тэйвз) 16:07 Дюшен (Лидстрём, Уэбер) 16:30 Копитар (Эрикссон, Гавлат) 30:08 Стэмкос (Сан-Луи, Ричардс) 34:10 Бриер (Х. Седин, Уэбер) 35:31 Бриер (Х. Седин, Уэбер) 49:57 Тэйвз (Эрикссон, Гавлат) 50:45 Сан-Луи (Бёрнс) 53:53 Эрикссон (Тэйвз, Гавлат) 58:49 \| Голы \| 00:50 Овечкин (Хара, Грин) 02:48 Штястны (Шарп, Бэкис) 03:20 Элиаш (Штястны, Грин) 05:41 Жиру (Шарп, Бэкис) 21:18 Шарп (Жиру) 26:10 Летанг (Д.Седин, Овечкин) 43:49 Э. Стаал (Перри, Нэш) 48:46 Летанг (Элиаш, Скиннер) 55:11 Нэш (Перри, Хара) 59:26 Э. Стаал (Бойл, Жиру) \| | RBC Center - Роли |
| Сборная Лидстрёма | 11 : 10 (4:4, 3:2, 4:4) | Сборная Стаала |
| Копитар (Уэбер) 10:50 Бафлин (Кейн, Кит) 13:17 Эрикссон (Тэйвз) 16:07 Дюшен (Лидстрём, Уэбер) 16:30 Копитар (Эрикссон, Гавлат) 30:08 Стэмкос (Сан-Луи, Ричардс) 34:10 Бриер (Х. Седин, Уэбер) 35:31 Бриер (Х. Седин, Уэбер) 49:57 Тэйвз (Эрикссон, Гавлат) 50:45 Сан-Луи (Бёрнс) 53:53 Эрикссон (Тэйвз, Гавлат) 58:49 | Голы | 00:50 Овечкин (Хара, Грин) 02:48 Штястны (Шарп, Бэкис) 03:20 Элиаш (Штястны, Грин) 05:41 Жиру (Шарп, Бэкис) 21:18 Шарп (Жиру) 26:10 Летанг (Д.Седин, Овечкин) 43:49 Э. Стаал (Перри, Нэш) 48:46 Летанг (Элиаш, Скиннер) 55:11 Нэш (Перри, Хара) 59:26 Э. Стаал (Бойл, Жиру) |

| Сборная Лидстрёма | 11 : 10 (4:4, 3:2, 4:4) | Сборная Стаала |
| Копитар (Уэбер) 10:50 Бафлин (Кейн, Кит) 13:17 Эрикссон (Тэйвз) 16:07 Дюшен (Лидстрём, Уэбер) 16:30 Копитар (Эрикссон, Гавлат) 30:08 Стэмкос (Сан-Луи, Ричардс) 34:10 Бриер (Х. Седин, Уэбер) 35:31 Бриер (Х. Седин, Уэбер) 49:57 Тэйвз (Эрикссон, Гавлат) 50:45 Сан-Луи (Бёрнс) 53:53 Эрикссон (Тэйвз, Гавлат) 58:49 | Голы                    | 00:50 Овечкин (Хара, Грин) 02:48 Штястны (Шарп, Бэкис) 03:20 Элиаш (Штястны, Грин) 05:41 Жиру (Шарп, Бэкис) 21:18 Шарп (Жиру) 26:10 Летанг (Д.Седин, Овечкин) 43:49 Э. Стаал (Перри, Нэш) 48:46 Летанг (Элиаш, Скиннер) 55:11 Нэш (Перри, Хара) 59:26 Э. Стаал (Бойл, Жиру) |